# 시라토리 유리
시라토리 유리(白鳥 由里, 1968년 8월 20일 ~ )는 일본의 성우이다. 애칭은 시라타리 씨. 본명은 시라토리 유리로 활동명과 같다.
대표적인 배역으로는 《트랩 일가 이야기》(마리아 폰 트랩(작은 마리아)), 《전설의 용사 다간》(사쿠라코우지 호타루) 등이 있다.

## 프로필
- 생년월일 : 1968년 8월 20일
- 출신지 : 카나가와 현
- 취미 : 여행, 사진
- 특기 : 야구, 페러글라이딩

#### 개인 정보
- 사이타마 세이부 라이온즈의 팬이며, 특히 모리 마사아키(1986년부터 1994년까지의 9년 동안 일본 시리즈 우승을 달성한 세이부의 감독)의 팬.
- 초등학생·중학생 무렵은 스포츠 소녀로, 남자들과 함께 야구를 한 적이 있다. 고등학교에서는 연극부에서 활동했다.
- 같은 가나가와현 출신으로 동갑인 마츠모토 리카를 「오야빈」이라고 부른다. 반면에 시라토리 유리는 「옆머리」라고 불린다.
- 1997년 경, 머리를 짧게 잘랐으나 1999년경부터 다시 기르기 시작해 지금의 머리 길이가 되었다. 겐다뎃쇼에서「나는 롱 헤어 백조가 좋다」라고 한 발언이 화근이 된 듯.
- 손재주가 뛰어나고, 요리를 잘 한다. 또, 「iPod nano」케이스를 만든 적이 있고 스스로 방의 리폼을 한 적도 있다.
- 카메라나 Baby-G에 열중하고 있다.
- 여행을 좋아하고, 특히 프랑스에 대한 동경으로 불어를 배우기 시작했다.
- 애견의 이름은「코타」.
- 키가 작은 관계로 어울리는 양복을 찾아내는 데 고생하여 아동복 가게에 들어가 버린 일이 있다. 또, 구입은 했지만 마음에 들지 않았던 옷을 자신과 키가 비슷한 쿠와타니 나츠코(전 소속사의 후배)에게 준 적이 있다.

### TV 애니메이션
1991년
- 말짱 꽝돌이 (우메코, 모모코)

1992년
- 엄마는 4학년 (타치바나 에리코)
- 원기폭발 간바루가 (유우키 치나츠)
- 유유백서 (유키나)

1994년
- 마법기사 레이어스 (모코나), (프리메라)
- 미소녀 전사 익셀리온 (카이 나기사)

1995년
- 꾸러기 수비대 (빨간모자)

1996년
- 뿡야뿡야 왕바우 (혼다 우라라)
- 세이버 마리오넷 J(체리)

1997년
- 헌티드 정션 (니노야마 킨지로)

1998년
- 세이버 마리오넷 J to X (체리)

2000년
- 러브히나 (나루세가와 메이)

2001년
- 기동천사 엔젤릭 레이어 (코바야시 하토코)

2002년
- 프린세스 츄츄 (리리에)

2003년
- 포켓몬스터 AG(츠츠지)

2009년
- 완소! 퍼펙트 반장 (호시노 히메카)

### OVA
- 나의 지구를 지켜줘 (사카구치 아리스)
- SM걸즈 세이버 마리오넷 R (체리)
- 골든보이 (노리코)

### 게임
- 파워 돌2 (타카스 나미)

1992년
- 열혈고교 으라차차 대운동회 (키리시마 유코, 코우즈키 아카네) ※ 나그잣트가 제작한 PC-ENGINE SUPER CD-ROM판만 출연

1993년
- 이스IV -The Dawn of Ys- (리자)

1996년
- 더블 캐스트 (쿠스노키 쇼코)
- 안젤리크Special2 (안젤리크 리모쥬)
- 라이트닝 레젠드 다이고의 대모험 (시로가네 유키, 모코모코)

1997년
- 두근두근 프리티 리그 (마키노 이즈미)
- 지옥선생 누베 (유키메)
- 베르세르크 천년제국의 마편 상실화의 장 (리타)

1998년
- 안젤리크 천공의 진혼가 (안젤리크 리모쥬)
- 안젤리크 듀엣 (안젤리크 리모쥬)
- 아이돌 작사 스치 파이 발매 5주년 기념 엄청 한정판○이득 패키지 (우메노 마야)

1999년
- 베르세르크 천년제국의 마편 상실화의 장 (리타)
- 발키리 프로파일 (아키, 시호)
- 유구환상곡3 Perpetual Blue (사라사)
- 몬스터 팜 (모찌)

2000년
- 서몬 나이트 (클라렛, 가움)
- 포포로 크로이스 이야기II (날시아, 카이)
- 안젤리크 트로와 (안젤리크 리모쥬)

2001년
- 소닉 어드벤처2 (마리아 로보트닉)
- 서몬 나이트2 (아야, 클라렛, 가움)
- 소닉 어드벤처2 배틀 (마리아 로보트닉)

2002년
- 추억으로 변하는 너 ~Memories Off~ (카시마 미후)

2003년
- 안젤리크 에트와르 (안젤리크 리모쥬)

2004년
- 슈퍼로봇대전MX (아쿠아 켄트룸)

2005년
- 마법선생 네기마! 1교시 꼬마 선생님은 마법사! (아이사카 사요)
- 마법선생 네기마! 2교시 싸우는 소녀들! 마호라 대운동회SP! (아이사카 사요)
- 섀도 더 헤지호그 (마리아 로보트닉)

2006년
- 마법선생 네기마! 마법선생 네기마! 과외수업 소녀의 두근두근 피치 사이드 (아이사카 사요)
- 네기마!? 3교시 사랑과 마법과 세계수 전설! (아이사카 사요)

2007년
- 스즈미야 하루히의 약속 (키미도리 에미리)

2008년
- 대난투 스매시브라더스 X (마나피)

2009년
- 스즈미야 하루히의 격동 (키미도리 에미리)